# ラジオニュース (雑誌)

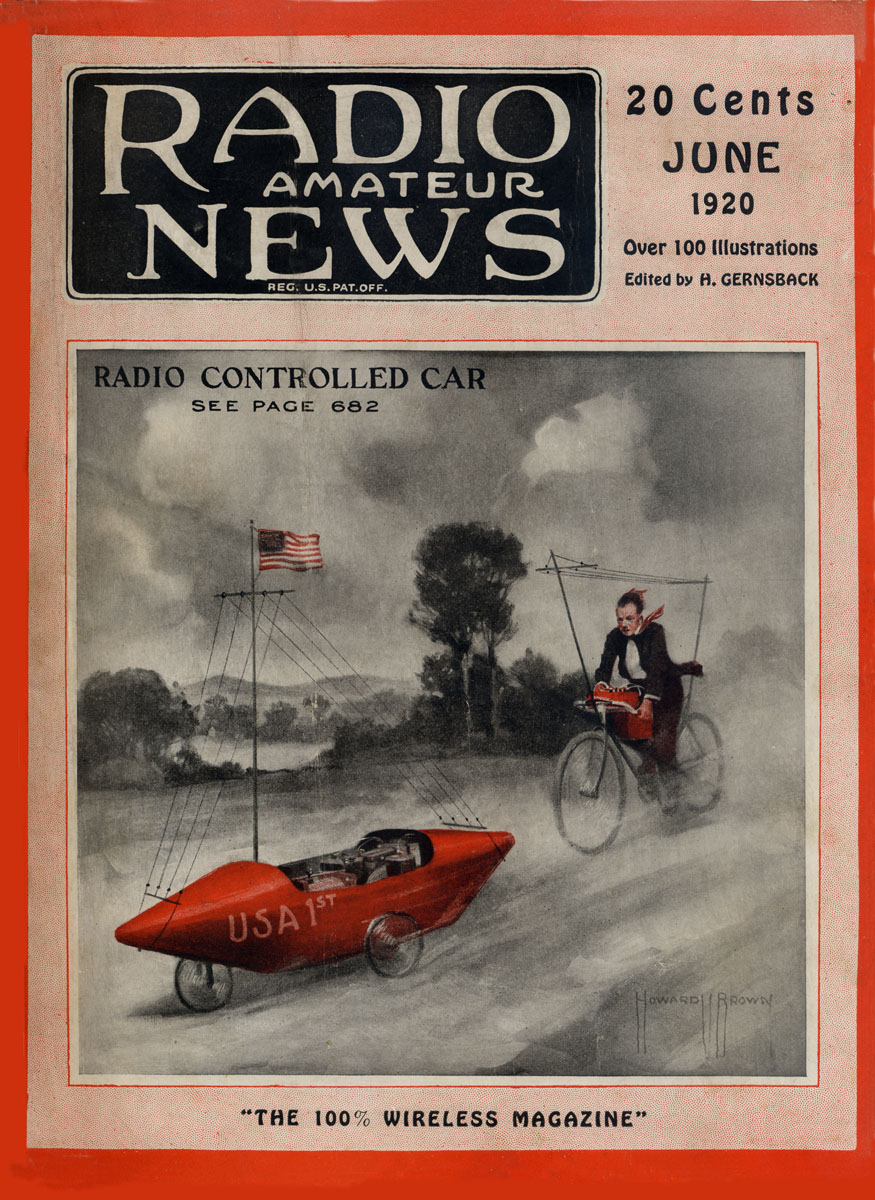
創刊まもない頃の『ラジオニュース』誌の表紙

『ラジオニュース』 (Radio News) は、1919年から1971年にかけてアメリカ合衆国で発刊されていた月刊の技術雑誌である。ヒューゴー・ガーンズバックがアマチュア無線愛好家のための雑誌として創刊したが、ラジオと電子機器の技術的な側面を全てカバーする方向で発展した。ガーンズバックの出版社は1929年に倒産し、B・A・マッキノンにより買収された。1938年にはZiff Davis社が買収した。

## ガーンズバック時代
1904年、ヒューゴー・ガーンズバックは無線機の部品や電気用品などを通信販売するためのエレクトロ・インポーティング社(Electro Importing Company)を設立した。カタログには、無線電信装置などの電子機器を製作するプロジェクトの詳細な説明があり、これは、彼が最初に創刊した雑誌『モダン・エレクトリックス』（1908年4月）の前身となった。ガーンズバックは1913年3月に『モダン・エレクトリックス』を売却し、『エレクトリシャン・アンド・メカニック』と合併した。1913年5月には、別の雑誌『エレクトリカル・エクスペリメンター』を創刊した。これらの雑誌には、ガーンズバックによる大胆な未来予測やフィクションが掲載されていた。1926年4月には『アメージング・ストーリーズ』を創刊した。この中でガーンズバックは"scientifiction"（サイエンティフィクション）という言葉を生み出し、これがサイエンス・フィクション(SF)となった。
ガーンズバックはアマチュア無線の熱烈な支持者だった。第一次世界大戦中、アメリカ政府はアマチュア無線を禁止したが、ガーンズバックはそれに反対するキャンペーンを主導した。ガーンズバックは1919年7月に無線を専門とする雑誌『ラジオ・アマチュア・ニュース』(Radio Amateur News)を創刊した。1920年7月には『ラジオニュース』(Radio News)に短縮された。
これらの雑誌は、ヒューゴー・ガーンズバックと兄弟のシドニーが経営するエクスペリメンター出版が発行していた。表紙には"Edited by HUGO GERNSBACK"（ヒューゴー・ガーンズバック編集）と目立つように表示されていた。雑誌の発行は大成功を収め、2人の会社は大きくなった。エクスペリメンター出版のほかに、ラジオ局を2つ経営し、書籍の出版も行った。

## 倒産

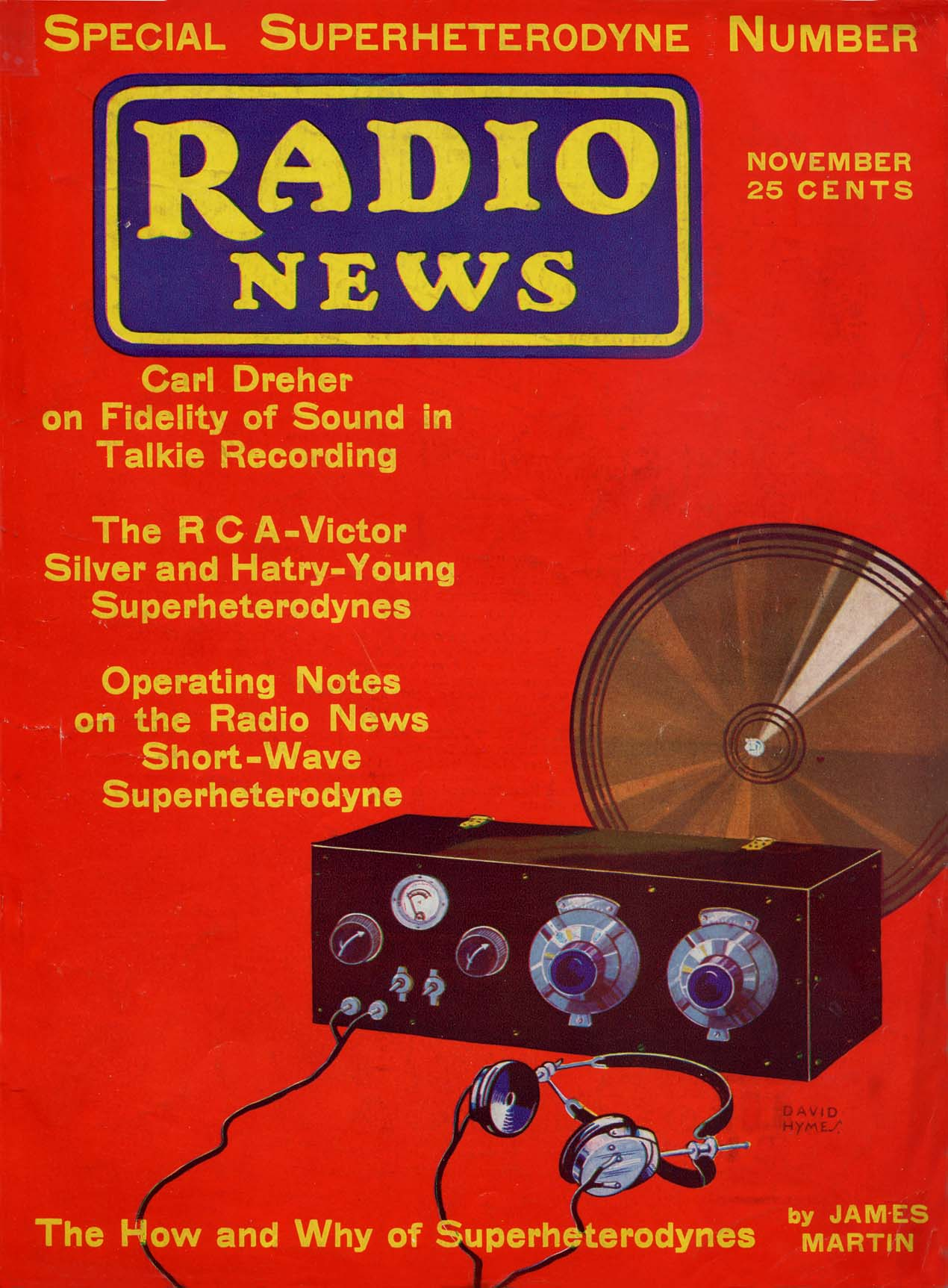
『ラジオニュース』1930年11月号

1929年2月20日、エクスペリメンター出版に対して破産の申し立てが行われた。『ラジオニュース』1929年4月号には、編集者としてのヒューゴー・ガーンズバックを特集した記事が掲載された。ガーンズバックはすぐに新しい出版社を設立するための資金を調達した。彼は同年7月に新しい出版社で無線雑誌『ラジオ＝クラフト』を創刊し、『ラジオニュース』と競合するようになった。
エクスペリメンター出版はB・A・マッキノンにより買収され、1930年6月にラジオサイエンス出版(Radio-Science Publications)に改称された。アーサー・H・リンチ(Arthur H. Lynch)は、これから登場するものを予測し、無線機器の設計や運用のための技術的な情報を提供するコラムを執筆した。表紙は、それまでの人物を描いたものから、赤一色の地に部品や機器の一部を描いたものへと変化した。
ラジオサイエンス出版は1931年8月号で業務を停止した。1931年9月号からは、ベルナール・マクファデンが新たに設立したテック出版(Teck Publishing Corporation)が引き継いだ。ローレンス・コッカデイ(Laurence Cockaday)が編集者となった。フォーマットは維持されたが、ラジオとテレビの進歩に伴い、カバーするトピックが広がった。全てのラジオ雑誌に共通の、放送局と短波局の一覧が掲載されていた。1934年には表紙がモノクロの写真になったが、1936年にはカラーイラストが復活した。
姉妹誌の『テレビジョンニュース』(Television News)が1931年から1932年にかけて発行された。

## Ziff Davis
『ラジオニュース』と『アメイジング・ストーリーズ』は1938年1月にZiff Davisに買収された。3月号はテック出版のスタッフが作成したが、出版者はZiff Davisになっていた。この号は、ページ数が64ページにまで減っていた。1938年4月号はZiff Davisが初めて制作した。表紙にはルシル・ボールのフルカラー写真が掲載され、さらに20ページにわたってゴシップやラジオスターの記事が掲載された。これらは、読者層をエンジニアや修理屋の男性以外に広げるためだった（読者のほとんどは男性だった)。ラジオスターの表紙は数ヶ月で取りやめとなった。出版者はウィリアム・バーナード・ジフ・シニアで、編集者はバーナード・ジョージ・デイヴィスだった。1940年代半ばにはデイヴィスがゼネラル・マネージャーとなり、オリバー・リードが編集者となった。
第二次世界大戦中のエレクトロニクスの大きな進歩により、1940年代後半には消費者や産業界がその恩恵を受けるようになった。消費者は、テレビ、FMラジオ、テープ録音、Hi-Fiオーディオといった電子機器を利用できるようになった。産業界では、高度な試験装置、初期のコンピュータ、改良された通信システムが導入された。このような状況を反映して、2つの主要な無線技術雑誌が名前を変更した。1948年に『ラジオ＝クラフト』は『ラジオ＝エレクトロニクス』(Radio-Electronics)となり、『ラジオニュース』は1948年8月号から『ラジオ&テレビジョンニュース』(Radio & Television News)となった。1957年5月には『ラジオ&TVニュース』(Radio & TV News)に短縮された。どちらの雑誌も似たようなトピックを扱っていたが、『ラジオ＝エレクトロニクス』は修理と運用に重点を置き、『ラジオ&TVニュース』は設計と工学に重点を置いていた。
ウィリアム・ジフ・シニアは1953年12月に心臓発作で死亡した。彼の息子のウィリアム・バーナード・ジフ・ジュニアはまだ23歳で、ハイデルベルク大学で哲学を専攻していたが、父の死去に伴い出版業界に身を投じることとなった。1957年にはジフがデイヴィスの出資分を買い取った。バーナード・ジョージ・デイヴィスと息子のジョエルは、1957年8月にデイヴィス出版を設立した。彼らは、『エラリー・クイーンズ・ミステリ・マガジン』を発行していたマーキュリー出版と、『ラジオ＝TVエンターテイナー』を発行していたサイエンス&メカニクス出版を買収した。後者の会社は、ヒューゴー・ガーンズバックが1929年に創刊した『サイエンス&メカニクス』を発行する会社で、1972年まで印刷されていた。

## エレクトロニクスワールド

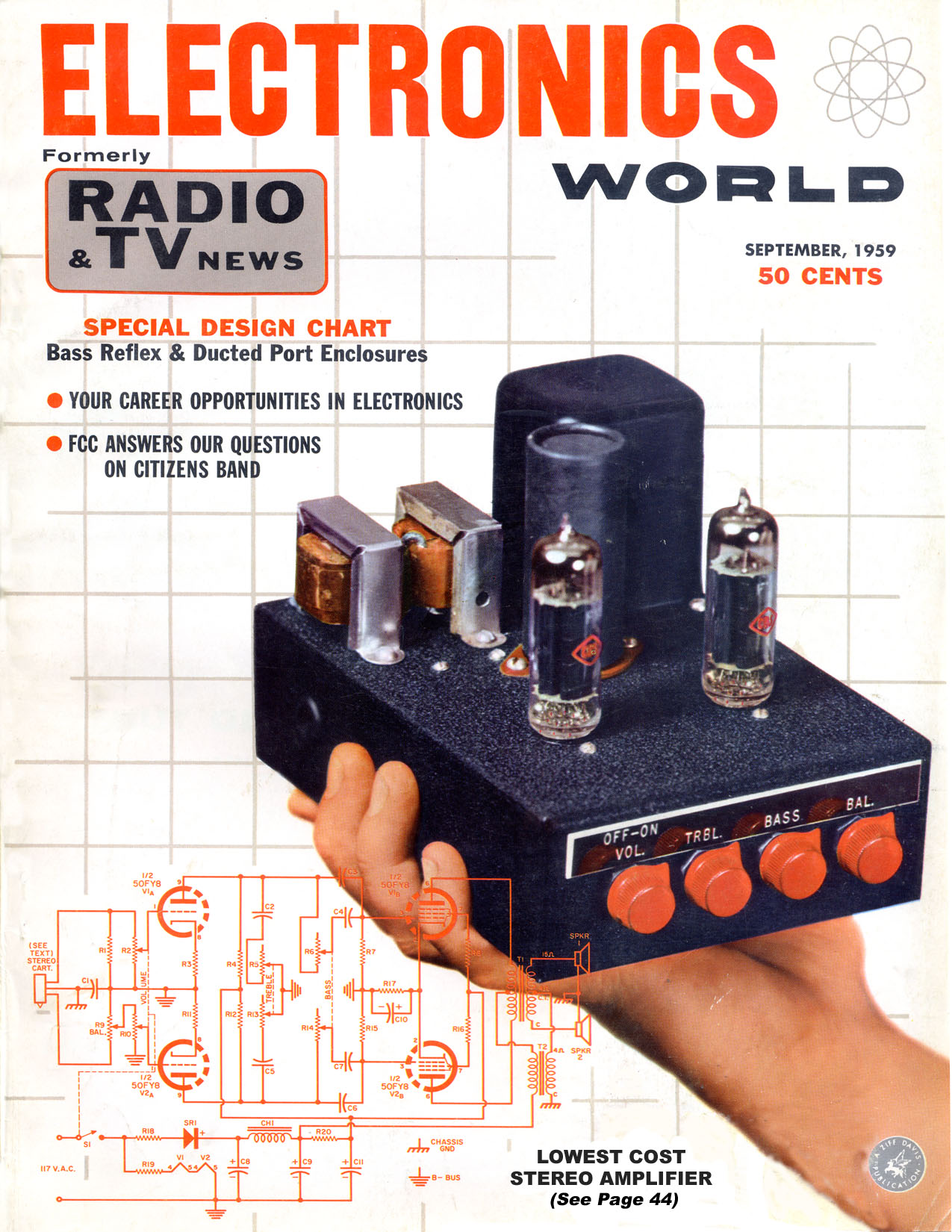
1959年、『エレクトロニクスワールド』に改題。

Ziff Davisは、『ラジオ&TVニュース』のような専門誌と、『ポピュラーフォトグラフィー』のようなレジャー誌の2つのカテゴリーの雑誌を開発した。1954年10月には、ホビイスト向けの『ポピュラーエレクトロニクス』が創刊された。1957年には月25万部、1965年には45万部を発行し、最大の電子技術関連の雑誌となった。当初、オリバー・リードは『ラジオ&TVニュース』と『ポピュラーエレクトロニクス』の両方の編集者を務めていたが、間もなくオリバー・P・フェレルが『ポピュラーエレクトロニクス』の編集者に就任した。
エレクトロニクス分野の拡大を反映して、1959年5月に『ラジオ&TVニュース』は『エレクトロニクスワールド』(Electronics World)に改題した。特集記事は、最新の技術や洗練されたレベルのものが多かった。「半導体用シリコンの溶解」（1959年5月）、「コンピュータ演算回路」（1961年6月）、「二進数コンピュータコードとASCII」（1964年7月）などである。また、オーディオ・ビデオ家電、通信システム、自動車、産業用電子機器などの記事もあった。
1960年当時、民生用のオーディオ、ラジオ、テレビのほとんどは真空管を使用していた。これらの機器は頻繁に修理が必要だったため、ラジオ・テレビの修理屋が町中の至る所にあった。『エレクトロニクスワールド』には修理に特化した部門があり、ジョン・T・フライ(John T. Frye)は修理をテーマにした月刊コラム"Mac's Service Shop"（マックの修理屋）を執筆していた。広告の大部分は修理屋を対象としたものだった。
1963年4月号には、6ページの記事「銀行における電子機器」があり、小切手の下部に印刷されている磁気数字をコンピュータがどのようにして読み取るのかを詳しく説明している。また、ドン・ランカスターが書いた最初の記事「ソリッド・ステート3チャンネル・カラー・オルガン」も掲載されている。

## ポピュラーエレクトロニクス
1970年までには、『ポピュラーエレクトロニクス』の実験者向け記事は『エレクトロニクスワールド』の記事と同レベルになっており、『ポピュラーエレクトロニクス』の読者数は『エレクトロニクスワールド』の2倍以上もあった。『エレクトロニクスワールド』は1971年末をもって廃刊となり、1972年1月に『ポピュラーエレクトロニクス』に統合された。『ポピュラーエレクトロニクス』の表紙のロゴに"including Electronics World"（『エレクトロニクスワールド』を含む）という文言が加えられ、巻数が1にリセットされた。その2年後、"including Electronics World"の文言はなくなった。
両誌が合併した時期、『ポピュラーエレクトロニクス』が編集方針を変えたこともあり、多くの執筆者が競合誌である『ラジオ＝エレクトロニクス』に流れた。『ラジオ＝エレクトロニクス』では、1973年9月号でドン・ランカスターの低価格端末・TVタイプライターが、1974年7月号でIntel 8008を使用したマイクロコンピュータ・Mark-8が発表された。『ポピュラーエレクトロニクス』の編集者は雑誌で特集できるコンピュータのプロジェクトを探し、改良型のIntel 8080を使用したエド・ロバーツのAltair 8800を取り上げることにした。『ポピュラーエレクトロニクス』1975年1月号では、Altairが表紙を飾り、パーソナルコンピュータ革命の幕開けとなった。